# Västra Gerums församling
Västra Gerums församling var en församling i Skara stift och i Skara kommun. Församlingen uppgick 1992 i Marum-Gerums församling.

## Administrativ historik
Församlingen har medeltida ursprung. Före den 1 januari 1886 (ändring enligt beslut den 17 april 1885) var namnet Gerums församling.
Församlingen utgjorde till 1551 ett eget pastorat för att därefter till 1962 vara annexförsamling i pastoratet Synnerby församling, Skallmeja och Gerum som före 1575 även omfattade Skånings-Åsaka församling. Från 1962 till 1992 annexförsamling i pastoratet Synnerby, Skallmeja, Västra Gerum, Marum och Vinköl. Församlingen uppgick 1992 i Marum-Gerums församling.

## Kyrkor
- Västra Gerums kyrka